# Agrilus pistaciophagus
Agrilus pistaciophagus es una especie de insecto del género Agrilus, familia Buprestidae, orden Coleoptera.
Fue descrita científicamente por Alexeev & Kulinitsh, 1962.